# Lac Hajikabul
 (septembre 2023).
Si vous disposez d'ouvrages ou d'articles de référence ou si vous connaissez des sites web de qualité traitant du thème abordé ici, merci de compléter l'article en donnant les références utiles à sa vérifiabilité et en les liant à la section « Notes et références ».
Hajikabul (en azerbaïdjanais : Hacıqabul gölü) est un lac d'envergure notable en Azerbaïdjan, classé au sixième rang des lacs du pays.
Situé au sud-ouest de la capitale Bakou, Hajikabul se trouve à proximité de la ville de Shirvan dans la région de Hacıqabul.
Le lac a une superficie totale de 1 668 hectares, une longueur maximale de 6 kilomètres, une largeur maximale de 3 kilomètres et une profondeur atteignant 5 mètres.
L'alimentation en eau de Hajikabul est assurée par la rivière Koura grâce à un canal spécialement aménagé à cet effet. La température de l'eau varie de 5°C à 28,5°C, offrant un environnement diversifié pour la faune aquatique. On y trouve des espèces de poissons commercialement importantes telles que 
Les eaux de ce lac abritent également une variété de plantes aquatiques, notamment des roseaux, des renoncules, des bulbes, et des hornworts.
Situé dans la basse-terre de Koura-Araskaïa, Hajikabul s'est formé à la suite du retrait de la mer Caspienne au cours de périodes géologiques.
La rivière Kura influence significativement la surface du lac au printemps.
Il ne gèle pas en hiver, c'est un lieu de choix pour les oiseaux migrateurs.